# 田中新田 (松戸市)
田中新田（たなかしんでん）は、千葉県松戸市の地名。郵便番号は270-2255。

## 地理
東京都立八柱霊園が地域の大半を占めており、北側の一部に住宅や畑等がある。
北側は河原塚と五香西、東側は串崎新田と松飛台、南側は松飛台と紙敷、西側は河原塚と接している。

## 世帯数と人口
2019年（令和元年）12月31日現在の世帯数と人口は以下の通りである。
| 大字     | 世帯数  | 人口  |
| -------- | ------- | ----- |
| 田中新田 | 117世帯 | 282人 |
| 計       | 117世帯 | 282人 |

## 小・中学校の学区
市立小・中学校に通う場合、学区は以下の通りとなる。
| 大字     | 番地                           | 小学校               | 中学校               |
| -------- | ------------------------------ | -------------------- | -------------------- |
| 田中新田 | 全域                           | 松戸市立河原塚小学校 |                      |
| 田中新田 | 1番地～25番地 67番地の9 68番地 |                      | 松戸市立牧野原中学校 |
| 田中新田 | 26番地～66番地                 |                      | 松戸市立河原塚中学校 |

## 交通
鉄道路線は地区内には走っていない。そのため最寄り駅は、京成電鉄松戸線八柱駅や東日本旅客鉄道（JR東日本）武蔵野線新八柱駅及び北総鉄道北総線・京成成田空港線（成田スカイアクセス線）・JR武蔵野線東松戸駅などとなる。

### バス
- 京成バス千葉ウエスト松戸東営業所
  - 8A系統:八柱駅 - 八柱霊園 - 河原塚 - 河原塚坂上 - 田中新田 - 紙敷車庫
  - 8系統:八柱駅 - 八柱霊園 - 河原塚 - 河原塚坂上 - 田中新田 - 栗子橋 - 東松戸駅

### 道路

#### 主要地方道
- 千葉県道51号市川柏線

## 施設
- 東京都立八柱霊園